# Boson d'Arles
Pour les articles homonymes, voir Boson (homonymie).
Boson d'Arles (885 -  936), comte d'Avignon et Vaison (911-931), comte d'Arles (926-931) et marquis de Toscane (931-936).
Il est fils de Théobald d'Arles et de Berthe, une fille illégitime de Lothaire II de Lotharingie ; et le frère cadet du roi Hugues d'Arles.

## Biographie
Boson arrive en 911 à la cour de Louis III l'Aveugle en même temps que son frère aîné Hugues et il reçoit les comtés d'Avignon et de Vaison-la-Romaine (911-931). En 926, il succède à son frère Hugues d'Arles en tant que comte d'Arles lorsque celui-ci quitte Arles pour l'Italie. Boson d'Arles s'engagea lui aussi en Italie et est nommé marquis de Toscane en 931 par son frère après la déposition de Lambert. Boson d'Arles intervient également en Lorraine contre Henri Ier de Germanie. 
Boson ne doit pas être confondu son gendre, le mari de sa fille Berthe et fils de Richard le Justicier, lui aussi appelé Boson (circa 895-935).  
Il fut finalement déposé et arrêté en 936 et remplacé par un fils illégitime d'Hugues : Hubert. En réalité, Boson d'Arles périt probablement assassiné sur l'ordre de son frère Hugues. À l'instigation de sa femme Willa, il aurait en effet tenté un coup de force contre ce dernier.

## Généalogie
D'une première épouse non identifiée, il aurait eu un enfant :
- Roubaud Ier ou Rotbold l'Ancien (v. 907-936) qui épousa Ermengarde d'Aquitaine, fille de Guillaume Ier d'Aquitaine, et fut assassiné par son oncle le roi Hugues en 936. Pour certains historiens, il serait le père de Boson II d'Arles.

Il épousa ensuite Willa de Bourgogne, fille de Rodolphe Ier de Bourgogne et de Willa de Provence. De cette union naquirent quatre filles:
- Berthe d'Arles (av. 912- ap. 18 août 965), comtesse d'Arles qui épousa probablement en 924[4] Boson (895-935), fils du duc de Bourgogne, Richard II de Bourgogne dit le Justicier. Boson était abbé laïc de l'abbaye Saint-Pierre de Moyenmoutier et de l'abbaye de Remiremont dans les Vosges. Devenue veuve, Berthe d'Arles épousa en 936 Raymond Ier (mort en 961), comte de Rouergue[5] Il est également dit qu'elle accueillit son oncle Hugues à Arles en 947 ;
- Willa III (912-970) qui devint reine d'Italie en 930 en épousant Bérenger II, roi d'Italie : d'où entre autres Aubert Ier d'Italie, père d'Otte-Guillaume de Bourgogne ;
- Richilde ;
- Gisèle.